# Édouard de Villiers du Terrage

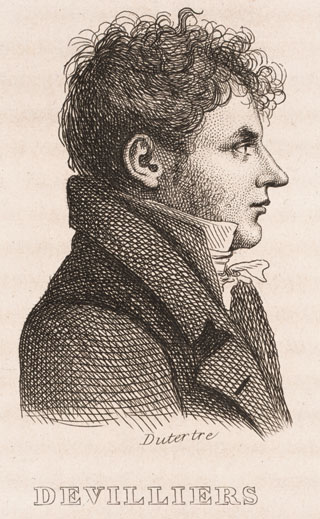

Édouard de Villiers du Terrage (Versailles, 26 april 1780 - Parijs, 19 april 1855) was een Franse ingenieur. Édouard is de broer van Paul Étienne de Villiers du Terrage, destijds directeur van de politie in de Nederlandse regering. Édouard de Villiers du Terrage vergezelde Napoleon tijdens zijn Expeditie naar Egypte.
- Bibliothèque nationale de France: cb118470486 (data)
- Stuttgart Database of Scientific Illustrators 1450–1950: 6217
- International Standard Name Identifier: 0000 0001 0884 5444
- Library of Congress Control Number: no2004061545
- Nederlandse Thesaurus van Auteursnamen: 25636009X
- Système universitaire de documentation: 085984582
- Virtual International Authority File: 31990978
- WorldCat: E39PBJmhTJhY6FD3dvrgc9b68C